# 10-Euro-Münze

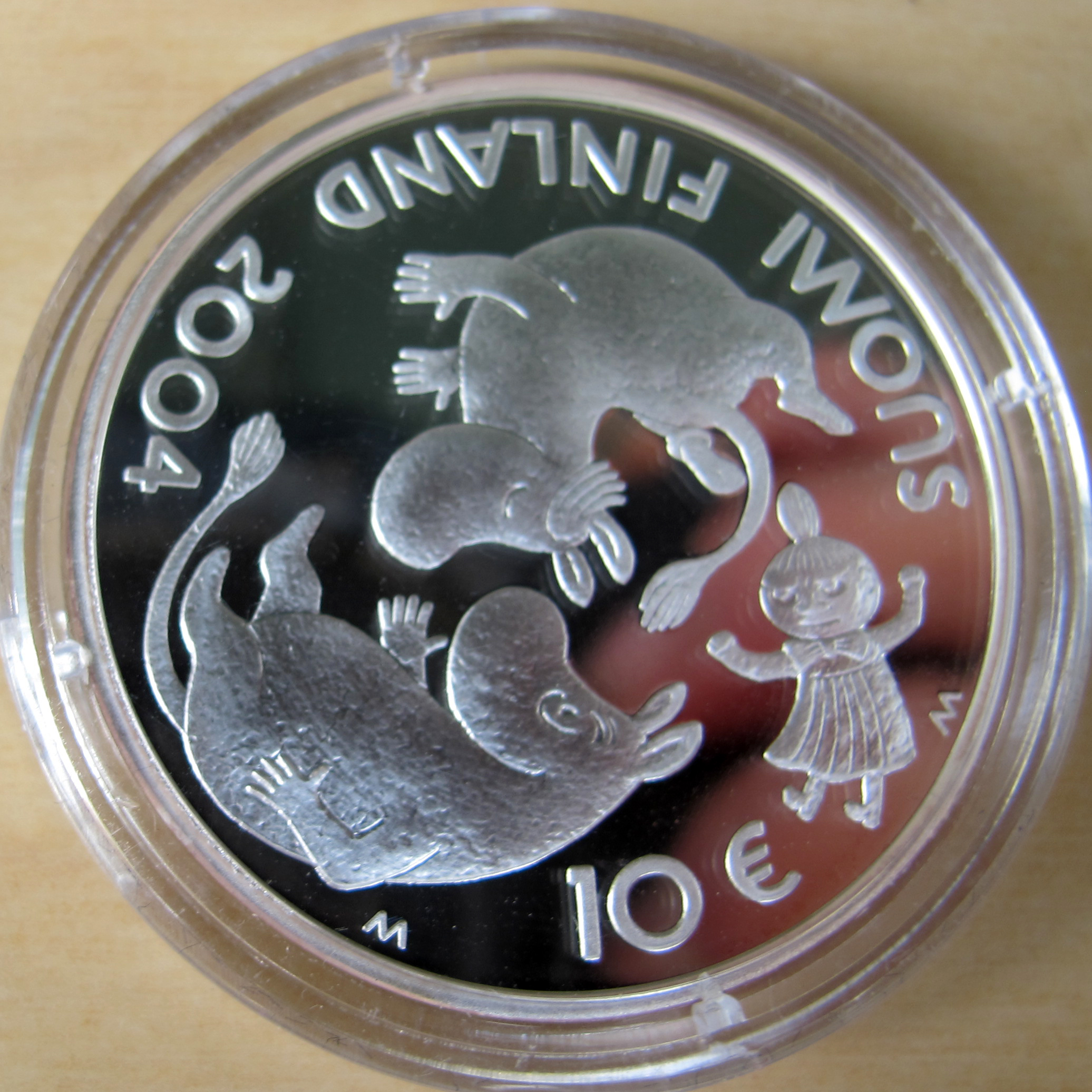
Wertseite der 10-Euro-Münze 90. Geburtstag von Tove Jansson von 2004 aus Finnland

10-Euro-Münzen werden von mehreren europäischen Ländern herausgegeben. Die folgende Auflistung führt zu den entsprechenden Ausgabeländern und deren Sammlermünzen-Editionen:
- 10-Euro-Münze (Belgien), siehe Belgische Euromünzen #10 Euro
- 10-Euro-Münze (Deutschland), siehe Deutsche Euromünzen #10-Euro-Gedenkmünzen
- 10-Euro-Münze (Estland), siehe Estnische Euromünzen #Sammlermünzen
- 10-Euro-Münze (Finnland), siehe Finnische Euromünzen #10 Euro
- 10-Euro-Münze (Frankreich), siehe Französische Euromünzen #10 Euro
- 10-Euro-Münze (Griechenland), siehe Griechische Euromünzen #10 Euro
- 10-Euro-Münze (Irland), siehe Irische Euromünzen #Sammlermünzen
- 10-Euro-Münze (Italien), siehe Italienische Euromünzen #10 Euro
- 10-Euro-Münze (Kroatien), siehe Kroatische Euromünzen #10 Euro
- 10-Euro-Münze (Lettland), siehe Lettische Euromünzen #10 Euro
- 10-Euro-Münze (Litauen), siehe Litauische Euromünzen #10 Euro
- 10-Euro-Münze (Luxemburg), siehe Luxemburgische Euromünzen #Sammlermünzen
- 10-Euro-Münze (Malta), siehe Maltesische Euromünzen #Sammlermünzen
- 10-Euro-Münze (Monaco), siehe Monegassische Euromünzen #Sammlermünzen
- 10-Euro-Münze (Niederlande), siehe Niederländische Euromünzen #Sammlermünzen
- 10-Euro-Münze (Österreich), siehe Österreichische Euromünzen #10 Euro und Wiener Philharmoniker (Münze) #Erhältliche Münzen
- 10-Euro-Münze (Portugal), siehe Portugiesische Euromünzen #10 Euro
- 10-Euro-Münze (San Marino), siehe San-marinesische Euromünzen #10 Euro
- 10-Euro-Münze (Slowakei), siehe Slowakische Euromünzen #10 Euro
- 10-Euro-Münze (Spanien), siehe Spanische Euromünzen #10 Euro
- 10-Euro-Münze (Vatikan), siehe Vatikanische Euromünzen #10 Euro